# Göttinger Jahrbuch
Das Göttinger Jahrbuch erscheint seit 1952, gilt als die „führende regionalgeschichtliche Zeitschrift für die Region Südniedersachsen“ und beschäftigt sich vor allem mit der Geschichte der Stadt Göttingen und des Göttinger Umlandes. Herausgeber des Jahrbuchs ist der Geschichtsverein für Göttingen und Umgebung e.V. Die Zeitschrift wird von der Historikerin Frauke Geyken und der Göttinger Stadtarchivarin Sigrid Dahmen redigiert, zum Redaktionsausschuss gehören ferner der ehemalige Stadtarchivar und Museumsleiter Ernst Böhme, die Landeshistoriker Peter Aufgebauer und Niels Petersen sowie Lukas Weichert (Stand 2022).

## Geschichte und Inhalt
Das Göttinger Jahrbuch hatte mehrere Vorläufer, so 1892–1907 die „Protokolle des Geschichtsvereins für Göttingen und Umgebung“, 1908–1912 das „Jahrbuch des Geschichtsvereins für Göttingen und Umgebung“, 1914–1919 die „Göttinger Blätter für Geschichte und Heimatkunde in Südhannover und seiner Nachbarschaft“, 1928–1934 das „Neue Göttinger Jahrbuch“ und 1935–1939 die „Göttinger Blätter für Geschichte und Heimatkunde Südhannovers, Neue Folge“. Danach gab es bis 1952 keine entsprechenden Veröffentlichungen des Geschichtsvereins mehr.
Der erste Band des Göttinger Jahrbuchs erschien 1952 aus Anlass des 60. Jahresjubiläums des Geschichtsverein im Heinz Reise-Verlag Göttingen mit einem Druckkostenzuschuss der Stadt Göttingen in einem Umfang von 112 Seiten (zuzüglich Werbeseiten). Herausgeber waren damals nicht nur der Geschichtsverein, sondern gemeinsam auch die Göttinger Geneaologisch-Heraldische Gesellschaft, die Göttinger Vereinigung naturforschender Freunde, die Heimatkundliche Lehrerarbeitsgemeinschaft des Stadt- und Landkreises Göttingen, das Städtische Museum Göttingen und das Stadtarchiv Göttingen.
Ziel der Göttinger Jahrbücher war laut Vorwort des ersten Bandes „die Verbreitung des Gedankens der Heimatverbundenheit, des Wissens um das natürliche wie das geschichtliche Werden unserer Stadt und ihrer Umgebung Auftrieb geben.“ „Die in dem Jahrbuch veröffentlichten Arbeiten sollen auf fester, wissenschaftlich belegter Grundlage stehen, zugleich aber im besten Sinne allgemein verständlich sein.“ Noch heute wird im Göttinger Jahrbuch ein breites Spektrum historischer und verwandter Themen behandelt, beispielsweise Politik-, Sozial-, Wirtschafts-, Kunst-, Kirchen- und Wissenschaftsgeschichte, Archäologie, Museums-, Sprach- und Volkskunde.
Das Göttinger Jahrbuch erschienen anfangs gebunden und broschiert; es wird in Jahrgangsbänden jeweils im Folgejahr auf der Jahresvollversammlung des Vereins präsentiert. Die ersten Bände kosteten gebunden 8 DM und broschiert 5,50 DM. Mit Ausnahme des Bandes 4 (der „aus finanziellen Gründen“ als Doppeljahrgang 1955/56 erschien) erschien die Reihe bisher jährlich. 
Den Hauptteil des Jahrbuchs nehmen Aufsätze von Autoren der verschiedensten Bereiche ein. Es folgten anfangs als feste Rubriken die Kapitel „Aus Göttinger Archiven“ mit Beiträgen aus dem Stadtarchiv und Universitätsarchiv, „Fundberichte“ der Göttinger Stadtarchäologie und eine „Chronik der Stadt Göttingen“, welche die städtisch bedeutsamen Ereignisse des vorvergangenen Jahres listet. Eine Besonderheit des Jahrbuchs sind auch gegenwärtig noch die am Ende veröffentlichten Tätigkeitsberichte. Sie betrafen zu Beginn des Erscheinens nur Aktivitäten der sechs mitherausgebenen Vereinigungen; aktuell (Stand 2025) sind es neben einem Tätigkeitsbericht des Geschichtsvereins selbst auch Tätigkeitsberichte des Stadtarchivs Göttingens, des Städtischen Museums Göttingen, des Universitätsarchivs, der Kreisheimatpflege im Landkreis Göttingen und der Geneaologisch-Heraldischen Gesellschaft Göttingen.